# Испанская конфедерация автономных правых
Испанская конфедерация автономных правых (La Confederación Española de Derechas Autónomas — CEDA), сокращенно СЭДА — объединение политических партий Испании периода второй республики. Была основана 4 марта 1933 года. В основном состояла из правых католических партий, придерживавшихся монархических взглядов и выступавших против антиклерикальной политики левоцентристских республиканцев. Лидер — политик авторитарного типа Хосе Мария Хиль-Роблес, которого соратники называли «хефе» («вождь»). Близкая к СЭДА молодёжная организация ХАП (Juventud de Accion Popular — Молодёжь Народного действия) придерживалась крайне правых взглядов.
СЭДА была консервативной силой, политической наследницей партии «Народного действия» Анхель Эррера Орья, которая стремилась «утвердить и защитить принципы христианской цивилизации», переводя эту теоретическую позицию в практическое требование пересмотра республиканской конституции 1931 года. СЭДА считала себя охранной организацией, созданной для защиты религии, семьи и собственности. Хосе Мария Хиль-Роблес заявил о своем намерении «дать Испании истинное единство, новый дух, тоталитарное государство…» и продолжил: «Демократия — это не цель, а средство для завоевания нового государства. Когда придет время, либо парламент подчинится, либо мы его ликвидируем». СЭДА проводила митинги в фашистском стиле под названием Хиль-Роблес «хефе», и утверждала, что СЭДА может возглавить «марш на Мадрид» (аналогичный маршу итальянских фашистов на Рим) с целью насильственного захвата власти.
СЭДА заявила, что защищает Испанию и «христианскую цивилизацию» от марксизма, и утверждала, что политическая атмосфера в Испании вынудила их выступить против марксизма. С приходом к власти в Германии нацистской партии СЭДА начала использовать аналогичные нацистские пропагандистские уловки, делая упор на власть, отечество и иерархию. Хиль-Роблес посетил аудиенцию на митинге нацистской партии в Нюрнберге и отныне находился под ее влиянием, отныне став приверженцем создания единого антимарксистского контрреволюционного фронта в Испании.
СЭДА была в основном партией католического среднего класса и мелких землевладельцев Северной Испании. В конечном итоге СЭДА была самой популярной партией в Испании на парламентских выборах 1936 года.
СЭДА не смогла добиться существенных успехов на выборах в период с 1933 по 1936 год (хотя в нем действительно наблюдалось увеличение количества отдельных голосов), которые были необходимы для формирования правительства, что привело к тому, что СЭДА потеряла поддержку со стороны правого крыла, которые поддержали воинствующего лидера монархистов-альфонсистов Хосе Кальво Сотело. Впоследствии СЭДА отказалось от умеренной позиции и начало оказывать поддержку тем, кто прибегал к насилию против республики, включая передачу избирательных фондов лидеру военного переворота против республики генералу Эмилио Мола. Впоследствии многие из сторонников молодежного движения СЭДА (Juventud de Accion Popular) начали массово переходить на сторону «Испанской Традиционалистской Фаланги СНСН».

## СЭДА и республиканский центр
СЭДА успешно выступила на парламентских выборах 1933, получив наибольшее количество (115) депутатских мест, однако президент страны Алькала Самора отказался поручить её лидеру формирование нового кабинета министров, опасаясь дестабилизации политической ситуации в случае назначения главой правительства представителя правых сил. В 1933—1934 поддерживала центристское правительство меньшинства, возглавлявшееся лидером радикальной партии Алехандро Леррусом.
Входила в состав правоцентристского правительства в 1934—1935 (Хиль-Роблес занимал в нём ключевой пост министра обороны). Представители СЭДА активно выступали против региональной автономии Страны басков и Каталонии, решительно поддержали вооружённое подавление антиправительственного выступления в Астурии в 1934, были сторонниками жёсткой социальной политики. В декабре 1935 представители СЭДА вышли из состава правительства. После победы Народного фронта (основного противника СЭДА) на парламентских выборах 1936 Хиль-Роблес безуспешно выступал за отмену их результатов и введение в стране военного положения.

## СЭДА в период гражданской войны
Во время Гражданской войны в Испании 1936—1939 СЭДА поддерживала генерала националистов Франсиско Франко. В 1937, после объединения всех сторонников Франко в рамках Испанской Традиционалистской Фаланги СНСН, прекратила своё существование. При этом многие бывшие активисты СЭДА вошли в состав Традиционалистской Фаланги, а Хиль-Роблес, хотя и поддержал унификацию правых политических партий, оказался фактически отстранён от политической деятельности и после гражданской войны стал одним из лидеров монархической оппозиции режиму Франко.